# Dyje
El río Dyje (en checo: řeka Dyje) o Thaya (en checo: Thaya) es un río de Europa Central, un afluente derecho del río Morava, que discurre por Austria y la República Checa. Tiene una longitud aproximadamente de 235 km y recorre de oeste a este la región fronteriza entre la Baja Austria y la Región de Moravia Meridional, aunque no sigue exactamente la frontera en la mayor parte de su recorrido. Nace de dos ríos más pequeños, el Thaya alemán (del alemán: Deutsche Thaya) y el Dyje Moravo (en checo: Moravská Dyje, en alemán: Mährische Thaya) que confluyen en la pequeña ciudad de Raabs. El nombre del río quiere decir inerte. Su principal afluente es el río Svratka.

## Geografía
En su curso superior, el Dyje transcurre a través de profundas gargantas, pasando cerca de muchos castillos y châteaus.
En la zona de Moravia se han construido varios embalses, tanto de regulación y abastecimiento como para generar electricidad.
El río comparte nombre con el pequeño pueblo de Dyje en el distrito de Znojmo en Chequia.

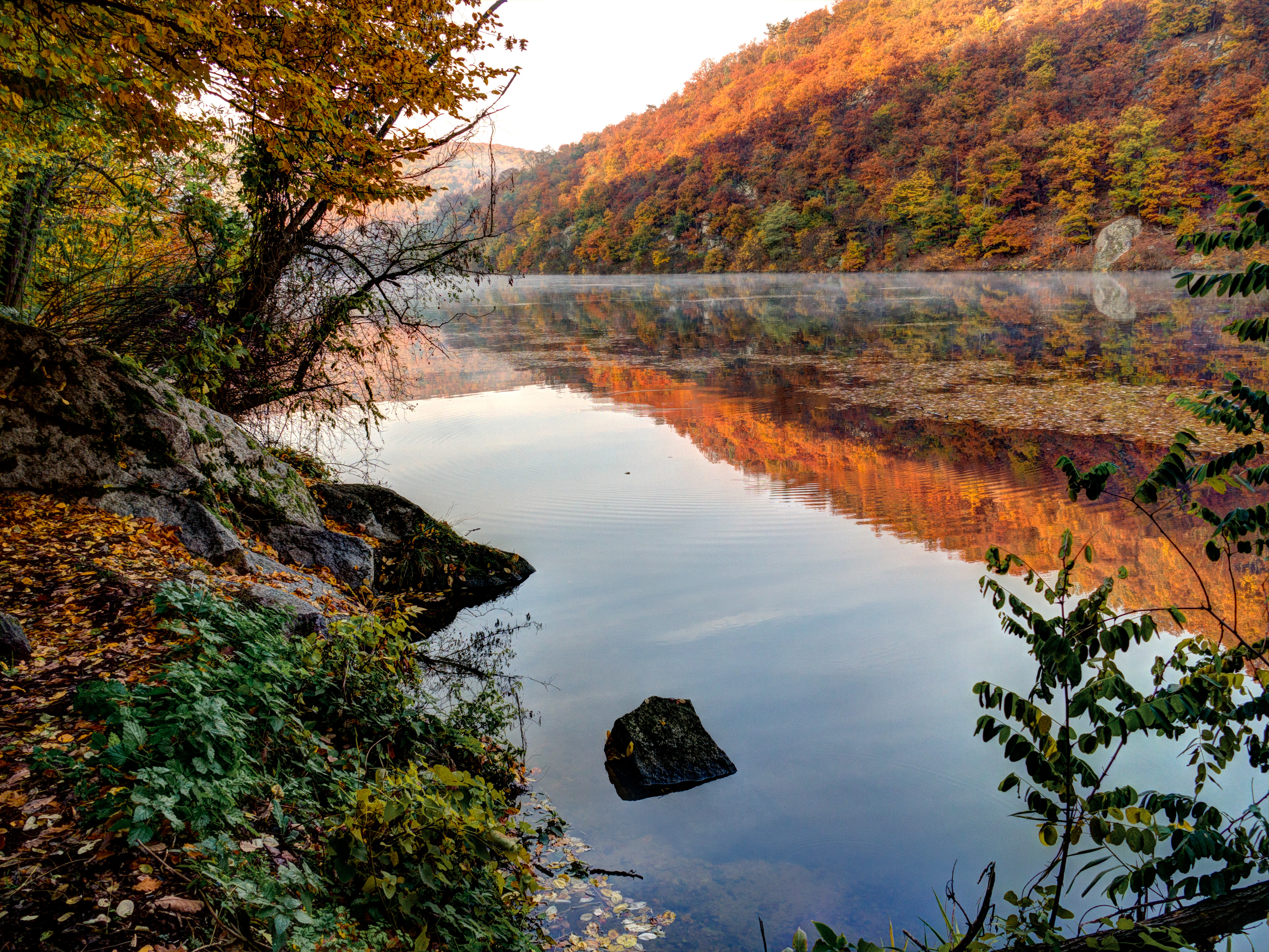
Dyje en otoño.

Las principales ciudades a lo largo del Dyje son:
- Raabs an der Thaya
- Drosendorf-Zissersdorf
- Vranov nad Dyji
- Hardegg
- Znojmo
- Laa an der Thaya
- Lednice
- Břeclav